# Paraphlepsius tubus
Paraphlepsius tubus är en insektsart som beskrevs av Ball 1909. Paraphlepsius tubus ingår i släktet Paraphlepsius och familjen dvärgstritar. Inga underarter finns listade i Catalogue of Life.